# 克克塔尼文化

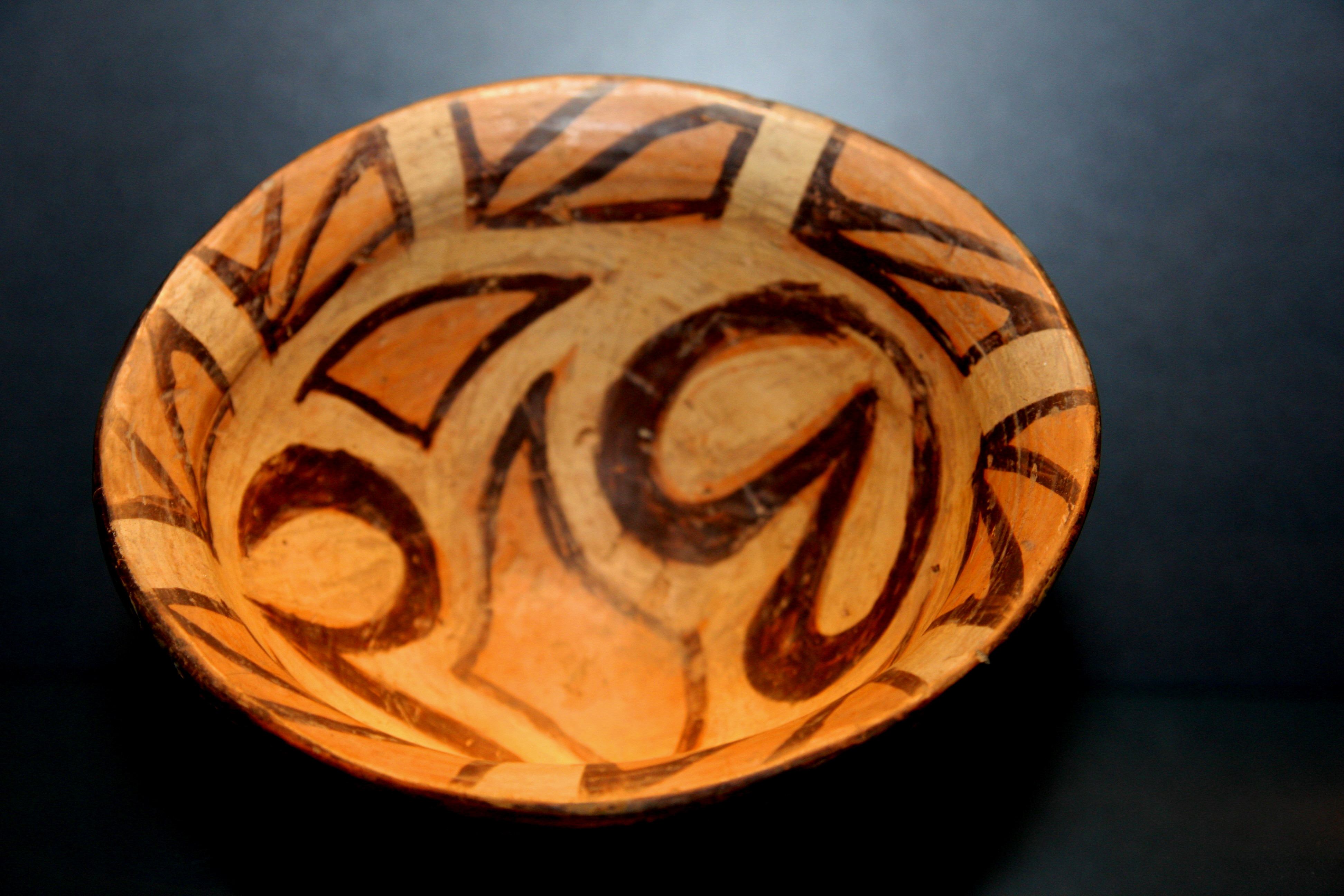
克克塔尼文化的陶器

克克塔尼文化（英語：Cucuteni culture），又譯庫庫特尼文化，也被稱為特里波利文化（Trypillia culture）或庫庫特尼-特里波利文化（Cucuteni–Trypillia culture），是东南欧新石器-铜石并用时代的一個考古学文化，年代為公元前5500年至公元前2750年。地理範圍為喀尔巴阡山脉、德涅斯特河、第聂伯河、摩尔多瓦、乌克兰西部、羅馬尼亞东北部、基輔（特里皮利亞）、布拉索夫一帶，面积达350,000 km2（140,000 sq mi）。